# Камполі-Аппенніно
Камполі-Аппенніно (італ. Campoli Appennino) — муніципалітет в Італії, у регіоні Лаціо,  провінція Фрозіноне.
Камполі-Аппенніно розташоване на відстані близько 105 км на схід від Рима, 30 км на схід від Фрозіноне.
Населення — 1754 особи (2014).
Щорічний фестиваль відбувається 12 травня. Покровитель — San Pancrazio martire.

## Демографія
Населення за роками:

Станом на 1 січня 2023 року в муніципалітеті офіційно проживало 55 іноземців з 15 країн, серед них 10 громадян країн Євросоюзу та 10 громадян України.

## Сусідні муніципалітети
- Альвіто
- Броккостелла
- Пескассеролі
- Пескозолідо
- Поста-Фібрено
- Сора
- Віллаваллелонга